# Wusching Konrád Pál
Wusching Konrád Pál (Conrad Paul Wusching) (Nagymányok, 1827. január 10. – Lugos, 1900. augusztus 26.),  elemi iskolai főtanító, karnagy, zeneszerző és publicista.

## Életrajz
Jómódú iparos szülőktől származott, középiskoláit Pécsett végezte. Ez utóbbi helyen nyert tanítói oklevelet. Zeneoktatását is Pécsen nyerte Felsmann Ferenc és Schmidt Péter ottani zenetanároktól.
1847-48-ban Budán volt tanító, majd a szabadságharc idején polgári önkéntes. 1848. augusztus 26-án a minisztérium Lugosra neveztette ki főtanítóvá és karnaggyá, mely minőségben 1893. november 1-jéig szolgált, mikor nyugalomba vonult. Karnagyi állását továbbra is megtartotta.
1852-ben létrehozta a német-magyar nyelvű Lugosi Dal- és Zeneegyletet, amely jelentős, országos sikereket ért el (96 év önálló működés után, 1948-ban beolvasztották a Ion Vidu román kórusba.). 1857-ben egyházi zeneszerzeményeiért a pápai ezüstérmet kapta.

1869-ben a vallás- és közoktatásügyi minisztérium Németországba küldte – Würzburgba és vidékére – , hogy az ottani iskolák módszereit tanulmányozza. 1883-ban Ferenc József felsége az arany érdemkereszttel tüntette ki.

## Munkássága
Harminc évig rendes munkatársa volt a Krassoer Zeitungnak (később Krasso-Szörényer Zeitung). Pedagógiai dolgozatait közölték: Österreichischer Schulbote (1855-56., 1858., 1860., 1863.), Tanodai Lapok (1860-62., 1870. Jelentése külföldről, 1871. 43. sz.), Paedagogisches Jahrbuch (1861. Behandlung der Lesestücke), Ungar. Schulbote (1869. Salzmam-Institut, Schnepfenthal, 1870. életrajzok), és a Zenelap (1890. A zene és ének hatása).
Élénk összeköttetést és levelezést folytatott a pécsi Schmidt Péterrel, Mosonyival és Ábrányival. Mint orgonatanító; hegedűs és énekes is működött és zeneszerzeményei megközelítik a kétszázat; önálló zeneszerzeményeinek jegyzékét nyomtatásban is közlik; zeneművei megjelentek még az Apollóban, Zenelapban és a Dalárzsebkönyvben.
A lugosi dal- és zeneegyesület Évkönyvét 46 évig szerkesztette.